# Samurai Cop
Samurai Cop é um filme de ação americano lançado em 1991 direto para home video dirigido, produzido e escrito por Amir Shervan. É estrelado por Robert Z'Dar, Matt Hannon e Mark Frazer. Apesar de ter se tornado um fracasso, o filme conquistou um grande número de seguidores cult.

## Enredo
Quando uma gangue japonesa chamada Katana toma o controle do negócio de cocaína em Los Angeles, a polícia de Los Angeles transferiu um policial "samurai" de San Diego para ajudar, Joe Marshall, que fora treinado no Japão e fala japonês fluente.
Após uma perseguição de carro bizarra que acaba com várias mortes e uma testemunha queimada, a primeira tentativa de pegar os Katana fracassa. O chefe da gangue, Fuj Fujiyama, ordena a morte da testemunha e pede que a cabeça dele seja colocada em seu piano. Joe e seu parceiro, Frank, confrontam o chefe do Katana em um restaurante na Sunset Boulevard e tentam intimida-lo. Uma série de confrontos entre os dois policiais e capangas da gangue se segue.
Joe corre atrás da amiga de Fujiyama, Jennifer, e seduz ela. Enquanto os dois têm relações sexuais, os seus colegas policiais são torturados e mortos em sequência por membros da gangue Katana. Não sendo capaz de conter sua raiva, o chefe de polícia capitão Rohmer aprova o assassinato de todos os membros da gangue Katana. Joe e Frank vão para o quartel-general de Fujiyama e matam todos. Joe e Yamashita tem um último combate e, após derrota-lo, Joe e Jennifer retomam sua relação.

## Elenco
- Matt Hannon como Joe Marshall
- Robert Z'Dar como Yamashita
- Mark Frazer como Frank Washington
- Cranston Komuro como Fuj Fujiyama
- Janis Farley como Jennifer
- Gerald Okamura como Okamura
- Dale Cummings como Capitão Rohmer
- Melissa Moore como Peggy

## Produção
O filme entrou rapidamente em produção, uma semana após o primeiro encontro entre Amir Shervan e Matt Hannon, ex-guarda-costas de Sylvester Stallone. Ao entrar pela primeira vez no escritório de Shervan, Matt Hannon foi informado de que ele era perfeito para o papel e recebeu imediatamente o roteiro completo do filme. Apesar do título do filme ser "Samurai Cop", Hannon não tinha experiência com treinamento de armas e toda sua prática formal era classificada como MMA. Como resultado da falta de experiência de Hannon e da incapacidade de Shervan em dirigir, todas as cenas de combate foram coreografadas pelo especialista em artes marciais Gerald Okamura ou planejadas pelos próprios atores, às vezes apenas quinze minutos antes da cena em questão ser filmada.
As filmagens ocorreram ao longo de vários meses, começando em junho de 1990. Quando o ator Hannon considerou que as gravações estavam concluídas, ele cortou o cabelo curto, apenas para ser informado de que mais filmagens seriam necessárias. O diretor Shervan obteve uma peruca feminina para o ator, que pode ser vista em várias cenas de close-up ao longo do filme. O ator principal Hannon afirmou que ele e vários outros atores ficaram frustrados com os diálogos do filme, além de expressarem frustração com a falta de múltiplas tomadas. Hannon admitiu ter arruinado propositalmente algumas tomadas devido à sua frustração, assumindo que Shervan não as colocaria no filme, mas essas cenas acabaram sendo incluídas. Em uma entrevista reflexiva de 2014 para a Red Letter Media, Hannon foi capaz de rir disso, afirmando "vergonha minha". A programação das filmagens também foi mal planejada, pois Hannon e Mark Frazer presumiram que o filme estava concluído antes de serem chamados por Shervan para refilmagens no início de 1991.
Amir Shervan não tinha recursos para filmar à noite, então o filme inteiro se passa durante o dia. Shervan também só tinha acesso a um punhado de armas cenográficas, com o mesmo revólver Ruger GP100 e o Smith & Wesson Modelo 15 aparecendo repetidamente nas mãos de vários personagens, enquanto a pistola Taurus PT92 de Joe é exclusiva de um único personagem. Os atores também usaram suas próprias roupas e dirigiram seus próprios carros. Grande parte do filme foi filmado sem som e em uma única tomada. Shervan precisou dublar as vozes meses após a produção, mas não conseguiu fazer muitos dos atores de pequenas participações retornarem. Escolhendo usar sua própria voz, ele a distorceu na pós-produção para soar diferente. Sua falta de habilidade para fazer isso corretamente resultou em uma dublagem com um som fortemente robótico. Ambos os atores principais, Hannon e Frazer, também forneceram grande parte das dublagens no processo de looping. Hannon afirmou em uma entrevista ao Red Letter Media que "Amir fez cerca de 80% das vozes" na dublagem de pós-produção (e o ADR). Durante essas sessões de dublagem, Amir gravou muitas das cenas adicionais necessárias, todas de dentro do escritório. É por isso que muitos dos closes de Frazer e Hannon no filme parecem ser filmados do mesmo canto de um escritório, que não corresponde ao restante das locações para qualquer cena específica.

## Lançamento e sequência
O filme nunca foi lançado para o cinema, sendo imediatamente lançado em VHS. Mais tarde, o filme foi lançado em DVD pela Media Blasters e posteriormente em Blu-Ray.
Em 2015, Gregory Hatanaka, fundador da Cinema Epoch, lançou uma sequência do filme, Samurai Cop 2: Deadly Vengeance.

## Recepção
Desde o seu lançamento, Samurai Cop tem sido referido como um dos piores filmes já feitos. Apesar disso, conseguiu atrair vários fãs que gostavam da excentricidade do filme e ele acabou se tornando cult em um determinado nicho.